# Maria Amandyna Jeuris
Św. Maria Amandyna (Maria-Paulina Jeuris) (ur. 28 grudnia 1872 r. w Herk-la-Ville w Belgii – zm. 9 lipca 1900 r. w Taiyuan w Chinach) – święta Kościoła katolickiego, zakonnica ze zgromadzenia franciszkanek misjonarek Maryi, misjonarka, męczennica.

## Życiorys
Jej ojcem był Cornelius Jeuris, matką Agnes Thijs. Paulina była ich siódmym dzieckiem. Jej matka zmarła w 1879 r. przy porodzie dziewiątego dziecka. Do czternastu lat przebywała u sąsiadki, która wzięła do siebie dwie najmłodsze dziewczynki. Następne 2 lata spędziła z rodziną Van Schoonbeek-Jans. Uczęszczała do szkoły podstawowej prowadzonej przez urszulanki. W 1886 służyła w zgromadzeniu Sióstr Miłości w Sint-Truiden, które pozwoliły jej dalej się uczyć. Jej starsza siostra Maria wstąpiła do tego zgromadzenia, a o 2 lata starsza siostra Rozalia również była w klasztorze od 2 lat. 2 sierpnia 1892 r. Paulina udała się do Hasselt, żeby pomagać w prowadzeniu domu swojej chorej siostrze Annie, która była wdową z czwórką dzieci.
Po wstąpieniu do franciszkanek misjonarek Maryi otrzymała imiona Maria Amandyna. Najpierw pracowała jako pielęgniarka w Marsylii.

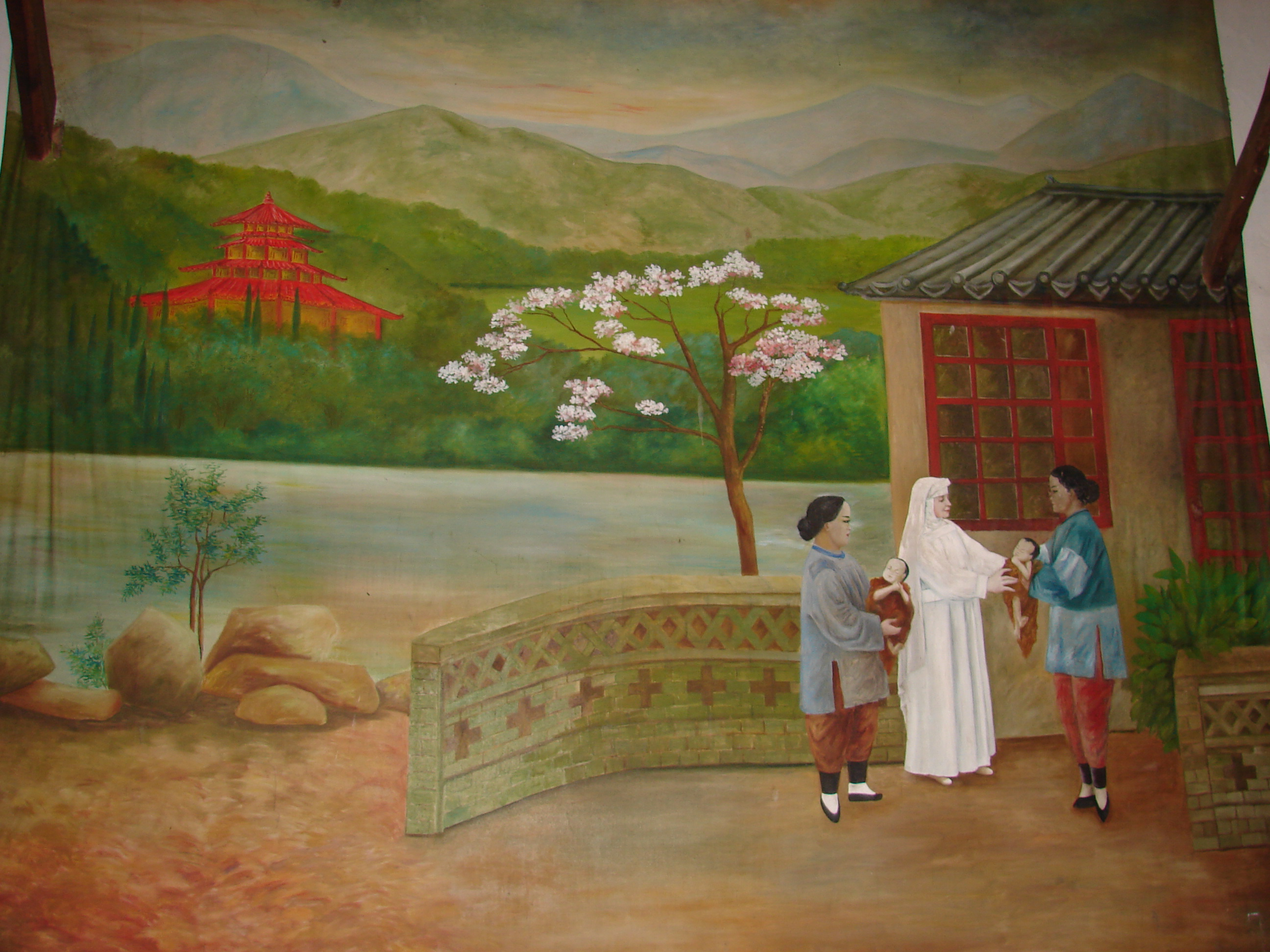
Św. Maria Amandyna w stacji misyjnej w Taiyuan

W 1898 r. biskup z Chin Franciszek Fogolla udał się do Turynu na Międzynarodową Wystawę Chińskiej Kultury i Sztuki. Następnie podróżował z czterema chińskimi seminarzystami po Europie, dzięki czemu pozyskał środki potrzebne dla misji. Na jego prośbę matka Maria od Męki Pańskiej, założycielka zgromadzenia franciszkanek misjonarek Maryi, wyznaczyła siedem sióstr do wyjazdu na misje do Chin (Marię Herminę, Marię od Pokoju, Marię Klarę, Marię od Bożego Narodzenia, Marię od św. Justyna, Marię Adolfinę i Marię Amandynę). Do Taiyuan razem z biskupem pojechało dziewięciu młodych księży i siedem zakonnic ze zgromadzenia franciszkanek misjonarek Maryi. Siostry służyły biednym, chorym i zajmowały się sierotami. Dobry humor i entuzjazm Marii Amandyny zjednywały jej szacunek Chińczyków, którzy nazywali ją „roześmianą cudzoziemką”.
Wkrótce po ich przybyciu do Chin, podczas powstania bokserów, doszło do prześladowań chrześcijan. Zarządca prowincji Shanxi Yuxian nienawidził chrześcijan. Z jego polecenia biskup Fogolla został aresztowany razem z 2 innymi biskupami, 3 księżmi, 7 zakonnicami, 7 seminarzystami, 10 świeckimi pomocnikami misji i kilkoma chińskimi wdowami. Aresztowano również protestanckich duchownych razem z ich rodzinami. Maria Amandyna została ścięta razem z współsiostrami z rozkazu gubernatora Shanxi 9 lipca 1900 r. W tym dniu zabito łącznie 26 męczenników. W styczniu 1901 r. nowy zarządca prowincji urządził ich uroczysty pogrzeb.

## Dzień wspomnienia
9 lipca w grupie 120 męczenników chińskich

## Proces beatyfikacyjny i kanonizacyjny
Siostry zostały beatyfikowane 24 listopada 1946 r. przez Piusa XII w grupie Grzegorz Grassi i 28 Towarzyszy. Kanonizowane w grupie 120 męczenników chińskich 1 października 2000 r. przez Jana Pawła II.

## Źródła internetowe
- Życiorys na stronie franciszkanek misjonarek Maryi (ang.)